# Ralph Lauren
För företaget, se Polo Ralph Lauren.

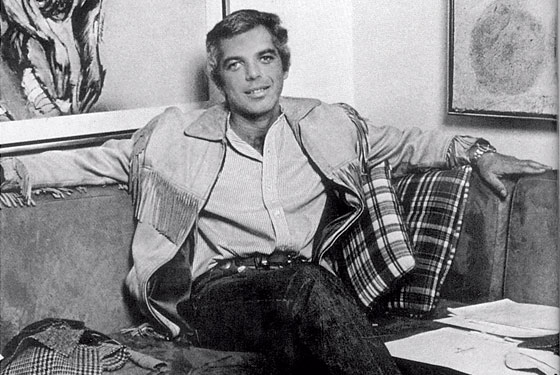
Ralph Lauren

Ralph Lauren, född Lifschitz den 14 oktober 1939 i Bronx i New York, är en  amerikansk kläddesigner. 
Lauren är son till de judiska immigranterna Frank och Frieda Lifschitz (född Kotlar). Han bytte namn från Lifschitz till Lauren under sin skolgång.
Det stora genombrottet i Skandinavien gjorde Ralph Lauren under 1980- och 1990-talen[källa behövs] med färgglada pikétröjor och bomullsskjortor med button-downkrage. Den känns igen på logotypen med en ridande hästpolospelare.